# Änglamark
Änglamark är även ett av Coop Norden använt varumärke för miljövänliga varor
Änglamark är en visa av Evert Taube. Den skrevs som ett beställningsverk till filmen Äppelkriget från 1971. Visan blev hans sista publicerade visa i livstiden.
Vistexten avspeglar Taubes mångåriga intresse för natur och hotade miljöer. Till exempel har raderna "Låt sista älven som brusar i vår natur, brusa alltjämt mellan fjällar och gran och fur" kopplats ihop med Evert Taubes opinionsarbete för att rädda Vindelälven från utbyggnad i slutet av 1960-talet. Med inledningsorden "Kalla den Änglamarken eller Himlajorden om du vill, jorden vi ärvde och lunden den gröna" kan visan ses både som ett slags testamente och som Evert Taubes epilog efter femtio års utvecklande av en alldeles egen del av den svensk visskatten.
Vid åttio års ålder blev han erbjuden att spela rollen som sig själv i filmen Äppelkriget (1971), skapad av Hans Alfredson och Tage Danielsson. Samarbetet resulterade även i visan "Änglamark" som kom att bli filmens ledmotiv, framförd av Sven-Bertil Taube. Trettio år tidigare hade Taube skapat ordet och vistiteln "Himlajord" och nu, tillsammans med begreppet änglamark, gjorde han "ett lyriskt koncentrat av filmens vädjan om miljömedvetenhet och vår plikt att värna den jord som är oss given".. Tanken att naturen utgör en gudomlig gåva som människan måste förvalta väl hade länge funnits i Taubes diktning, långt före den moderna miljörörelsens genombrott på 1960-talet.
Uttrycket "Himlajord" myntades av farmaren Emanuel Löfgren i Crimson Creek i Queensland i Australien, där Taube var på resa 1928. Med Himlajord avsåg Löfgren den bördiga jorden i området som gjort honom rik. Tio år senare använde Taube uttrycket i dikten "Himlajord", vilken också namngav en visbok som gavs ut 1938.
När Taube fyllde 85 år, den 12 mars 1975, kom en poetisk hyllning från Hasse och Tage som avslutas med: 
Om vår goda vilja var lika stark,

så vore jorden en Änglamark.
Sången gavs ut 1971, först på skiva med Sven-Bertil Taube och Gunnar Svenssons orkester och har därefter publicerats i många sångböcker och i många inspelningar. Sven-Bertil Taubes inspelning låg på Svensktoppen i 16 omgångar under 1972, med en förstaplats som högsta placering.
1998 sjön Lisa Ekdahl in en cover på sången. I sjätte säsongen av Så mycket bättre (2015) gjorde Lisa Nilsson en tolkning av låten.